# Place Émilie-Gamelin
Pour les articles homonymes, voir Gamelin (homonymie).
La place Émilie-Gamelin (également connue sous le nom de parc Berri, Square Berri, Place du Quartier Latin, Parc du Quartier Latin, parc UQAM, parc de Montigny) est une place publique du quartier latin de Montréal dans le Quartier des spectacles. Malgré sa petite taille, le parc est l'un des plus fréquentés et demeure un pôle important du centre-ville de Montréal.

## Situation et accès
Le parc est bordé à l'ouest par la rue Berri, à l'est par la rue Saint-Hubert, au nord par le boulevard de Maisonneuve et au sud par la rue Sainte-Catherine.
Le parc est entouré par plusieurs institutions publiques et privées importantes : la station Berri-UQAM, La boutique du Parchemin, la Bibliothèque et Archives nationales du Québec, la Gare d'autocars de Montréal, l'hôtel des Gouverneurs, la Place Dupuis et l'Université du Québec à Montréal. Le parc est également la porte d'entrée du quartier latin ainsi que ville souterraine.
Au sud, il est plat. On peut y installer une scène ou jouer aux échecs géants. Au centre, il offre une pente ascendante gazonnée où le public peut se détendre. Il y a une différence d'environ un étage entre la base et le sommet. Au nord, il est plat, couvert de gravier rouge, où les montréalais jouent régulièrement à la pétanque.

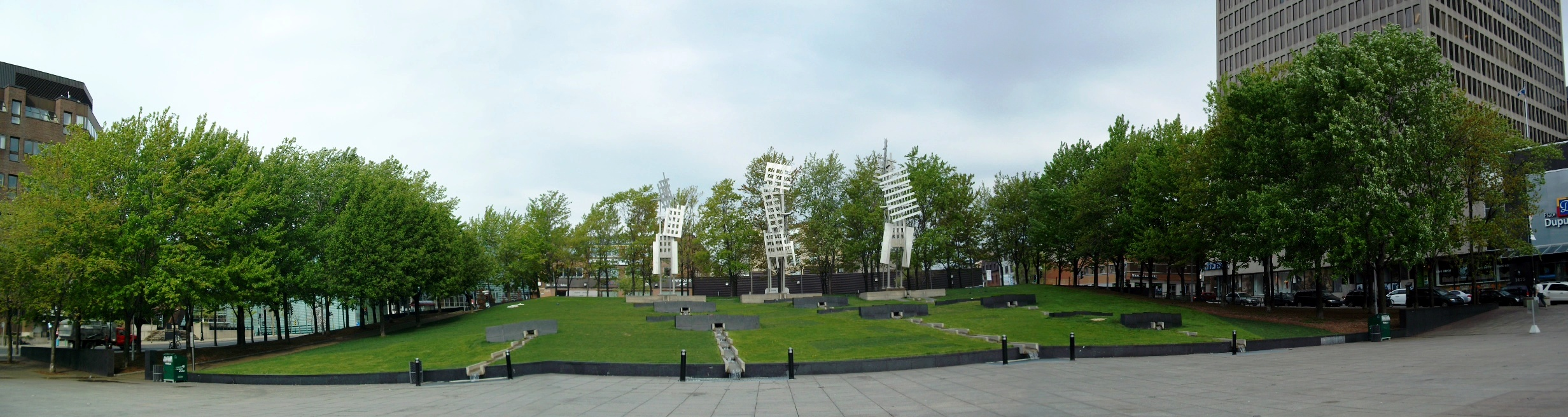
Vue panoramique de la place Émilie-Gamelin.

## Origine du nom
Nommé en l'honneur de la Bienheureuse Émilie Gamelin.

## Historique

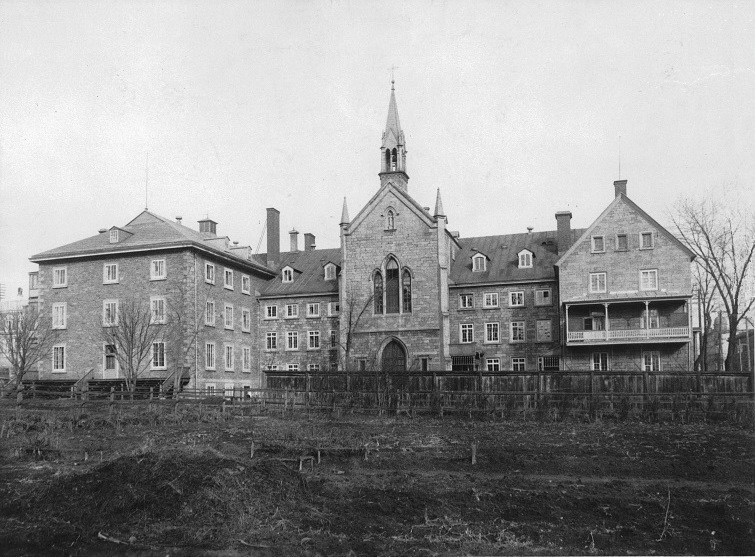
Maison-mère et chapelle des Sœurs de la Providence, rue Sainte-Catherine, Montréal, QC, vers 1890

En 1843, Émilie Gamelin transforme une maison en hospice au coin des rues Sainte-Catherine et Saint-Hubert (coin sud-est de l'actuel parc). Sur recommandation de Mgr Bourget, elle fonde l'Asile de la Providence et le confie à la Congrégation des Sœurs de la Providence.
Lors de la construction du métro de Montréal en 1962, cet espace est complètement éventré afin de construire l'axe des lignes verte, orange et jaune. Une fois la construction du métro terminée, l'espace est transformé en un vaste stationnement.
Durant les années 1980, le gouvernement du Québec et la Ville de Montréal étudient la possibilité d'y construire la nouvelle salle de l'Orchestre symphonique de Montréal. En janvier 1985, on annonce le choix d'un promoteur et la première pelletée de terre est levée le 11 juillet par le Premier ministre René Lévesque. Après la chute de son gouvernement le 2 décembre 1985, le projet est abandonné par le gouvernement libéral.
En septembre 1988, la Ville annonce un projet de square public pour le site. Officiellement inauguré le 17 mai 1992 dans le cadre des célébrations du 350e anniversaire de Montréal, le parc est réaménagé avec des dalles de pierre, des plans inclinés en gazon et des terrasses.
Elle sert de point de départ pour la plupart des manifestations durant la grève étudiante de 2012.

## Jardins Gamelin
Tous les étés depuis 2015, la place Émilie-Gamelin devient les Jardins Gamelin. Un aménagement éphémère où l'on peut profiter tous les jours de l’animation de la place avec une programmation culturelle et communautaire, d’ateliers sur l’agriculture urbaine et d'un service de restauration et de bar.

## Bâtiments remarquables et lieux de mémoire
Monument à Émilie GamelinConçu et donné en 1999 par le sculpteur Raoul Hunter, le monument à Émilie Gamelin est fait de bronze et mesure 1,9 mètre de hauteur. Mère Gamelin est représentée main droite tendue portant un panier de vivres destiné aux nécessiteux de son temps. La sculpture n'est pas montée sur un socle, mais à hauteur humaine, parmi les passants. Elle célèbre le bicentenaire de sa naissance (19 février 1800-2000)

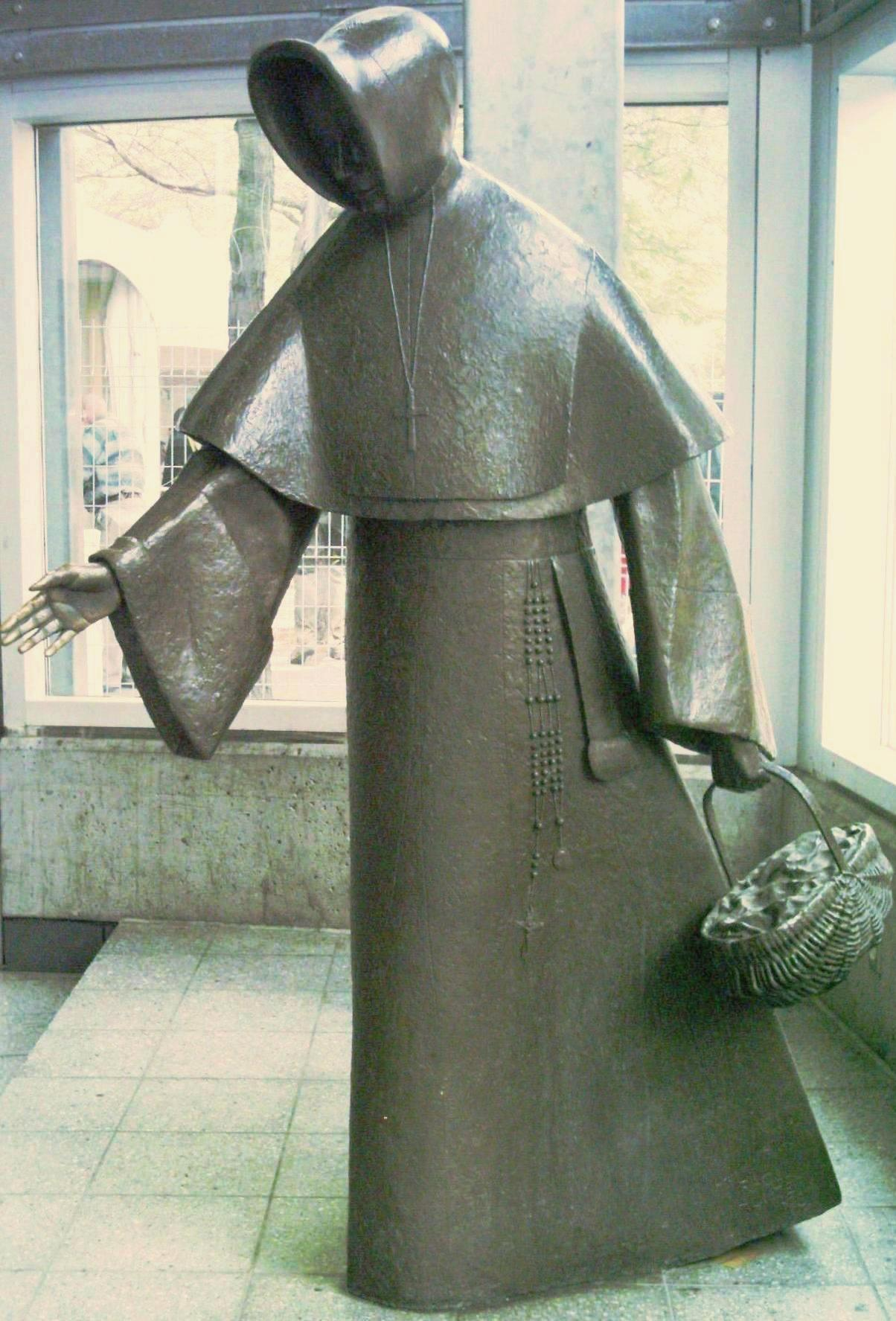
Monument à Émilie Gamelin.

Gratte-ciel, cascades d'eau/rues, ruisseaux... une constructionCommandée par la Ville de Montréal en 1992, l'installation créée par Melvin Charney est faite d'acier inoxydable, de béton, de granit noir «Atlantic black» de la région de Mégantic. D'une hauteur de 17 mètres sur 32 mètres de largeur, l'œuvre se compose de trois tours qui soutiennent une série de plans inclinés. De chacune des tours s'écoule un rideau d'eau qui se déverse dans un bassin situé à la base des tours. Le trop-plein s'évacue le long de quatre caniveaux chevauchés par sept petits ponts/passages délimités par des murets de granit. Le parcours de ces quatre ruisseaux prend fin dans les quatre bassins adossés au mur de granit délimitant la partie minérale de la place de son aire gazonnée. Les trois falaises/cascades évoquent à la fois les falaises du mont Royal et les gratte-ciel montréalais. Les caniveaux et les ponts reconstituent les eaux souterraines qui s'écoulent du mont Royal vers le fleuve Saint-Laurent,.

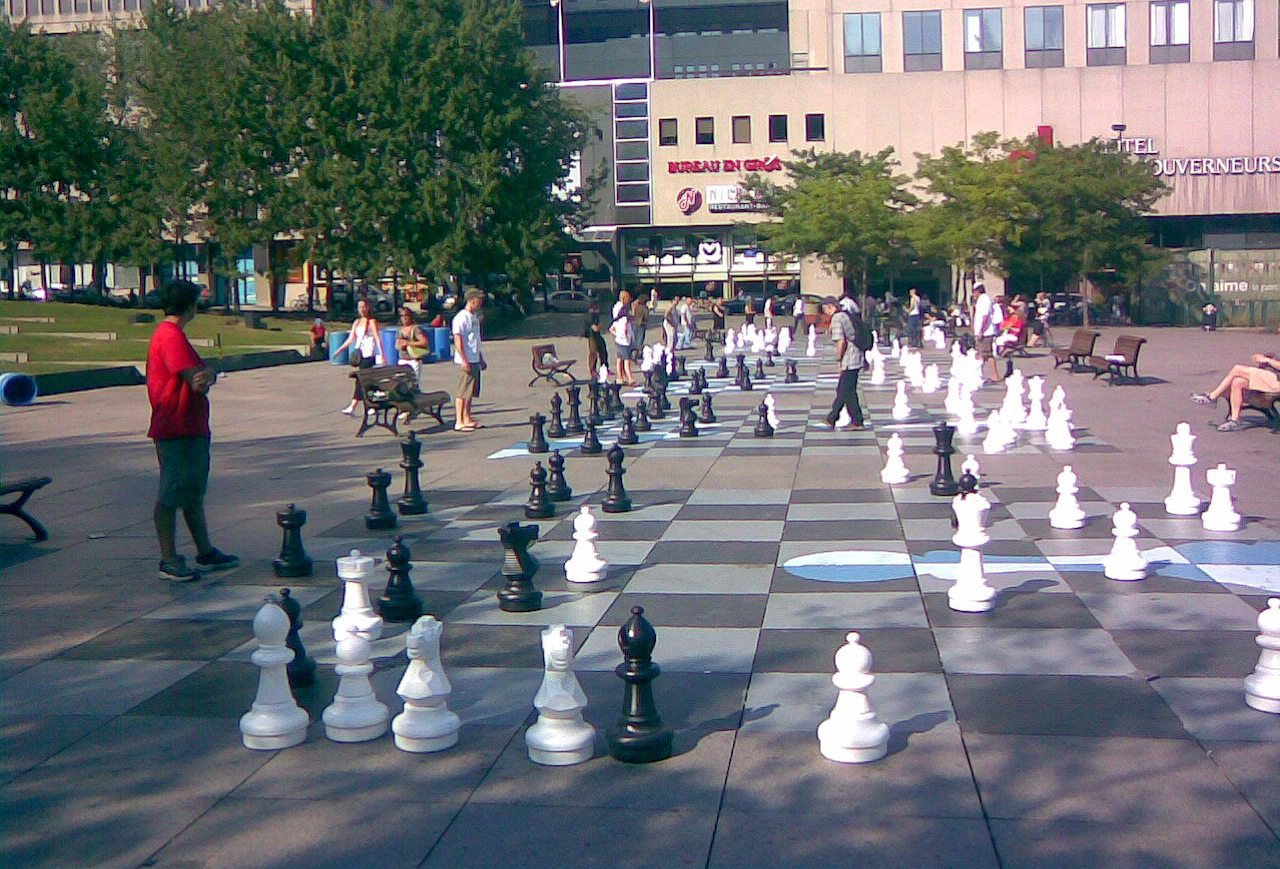
Échiquiers sur dalles, en 2008.

Échiquiers sur dallesConçus par l'artiste Roadsworth et inaugurés en juin 2007, les échiquiers sur dalles étaient six immenses jeux d'échecs. La commande et le financement sont une initiative de la Ville de Montréal par le biais du groupe Dada Diffusion Art actuel et du programme de financement d'art public Vill'Art Marie.

### Événements
On y retrouve, l'été, plusieurs événements festifs dont :
- Montréal complètement cirque
- Divers/Cité